# ブローム・ウント・フォス P.212
ブローム・ウント・フォス P.212
ブローム・ウント・フォス P.212.03 (模型)
- 用途：戦闘機
- 分類：無尾翼機
- 製造者：ブローム・ウント・フォス
- 運用者： ドイツ国（ドイツ空軍(予定)）

ブローム・ウント・フォス P.212 (Blohm & Voss P.212) は、第二次世界大戦末期にドイツのブローム・ウント・フォスで開発された無尾翼ジェット戦闘機である。

## 開発
ブローム・ウント・フォス P.212は1944年にドイツ空軍により提示された緊急戦闘機計画に応じて計画されたもので、同様に開発されたフォッケウルフ Ta 183やユンカース EF 128と同じく、新型のハインケル HeS 011ジェットエンジンの搭載が予定されていた。特徴的な無尾翼の機体構造は、先立ってレシプロ機として開発されていたブローム・ウント・フォス P.208を踏襲したものであった。
最終的にドイツ空軍は緊急戦闘機計画の高高度戦闘機としてフォッケウルフ Ta 183の採用を決めたが、ブローム・ウント・フォス社はP.212の開発を独自に進め、風洞実験や構造試験に続いて1945年5月から試作機3機の製作に取り掛かった。最初の1機は同年8月の初飛行を目指して製造が行われたが、ドイツの敗戦に伴い開発計画は中止された。

## 形式
P.212.01
最初に設計されたデザインで、機体は短くずんぐりしたものだった。主翼は45°の後退角を持っており、翼端近くに垂直の小翼が付けられていた。
P.212.02
初期の設計に比べ、機体が少し長くなっていた。垂直の小翼は無くなり、やや下向きの小翼が取り付けられた。
P.212.03
機体が更に大型化し、燃料タンク容量が増大し4時間の飛行が可能とされていた。主翼は40°の後退角を持っており、翼端には垂直の小翼と下向きの小翼、両方が装備されていた。ドイツ空軍に提示されたのはこのバージョンである。